# サトラップ
サトラップは、古代メディア王国・アケメネス朝ペルシア王国及び、その政治体制を受け継ぐ諸国で用いられた州の行政官を指す称号である。サーサーン朝やヘレニズム要素の強い帝国でも用いられた。太守、総督とも訳される。
サトラップは古代ペルシア語の xšaçapāvan（フシャスラバーワン、州の守護者）から来ている。 xšaça が領域や州を示す言葉で、pāvan が守るものという意味である。この語をギリシア語に借用した σατράπης （サトラペース）から語尾を抜いてサトラップという言葉になった。現代ペルシア語でもساتراپ（サートラープ）と表記される。 
現在では、超大国・覇権国の動向に極めて強い影響を受ける指導者のことを比喩的に「サトラップ」と呼ぶことがある。

## メディア・ペルシアのサトラップ

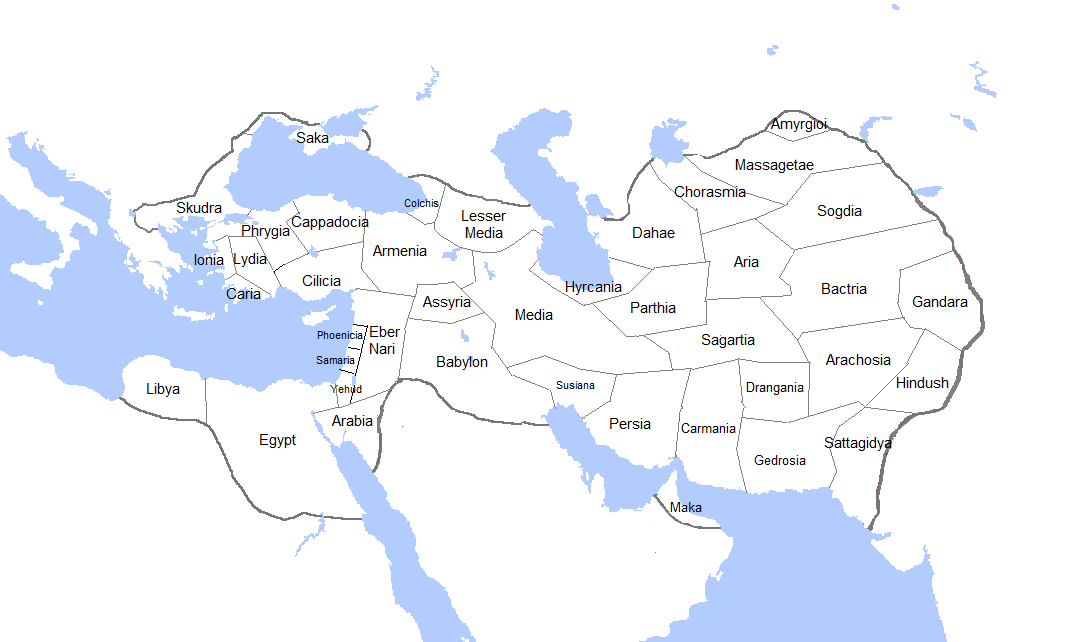
アケメネス朝ペルシアの州

この制度を最初に採用したのはメディア王国においてであり、遅くとも紀元前648年には使用されていた。当時は「フシャスラバーワン」と呼ばれていたと推定されている。そしてアケメネス朝のキュロス2世の代、紀元前530年頃に至って大々的に施行されることとなった。
征服した領土を王の代理人を通じて支配するという形はメディア王国もアケメネス朝も変わらない。しかしペルシアの文化では、王権と神聖性は不可分とされたことである。王権は神によって与えられた権利とされていた。二十人のサトラップがキュロスに任命され、太守たちは王の称号を用いて統治していた。当初は中央政府の忠実な代理人であった彼らであったが、時代が経つにつれ独立の機会を虎視眈々と狙い、実力をつける機会をうかがうものも出始める。ダレイオス1世がサトラップを実質的な機構として作り上げ、23に増やし、年間の貢納額を定めたとされている（ベヒストゥーン碑文）。
サトラップは州の最高行政長官であり一族や代々の家臣が近臣となってそれを支えた。彼らは徴税権を一手に担い地方官、従属を誓った諸部族・都市を支配した。加えて司法権も委ねられ民事及び刑事の問題を裁いた（旧約聖書ネヘミヤ記3:7）。また治安維持の責任者であり交通網の確保と山賊の横行や反乱に対処する義務を負っていた。
サトラップが配属された地域に在住するペルシア人は一種の評議会を構成し、サトラップと政策上の意見を交換したり、請願を行うことができた。この会議には現地住民の参加も認められていた。しかし議会は王直属の書記官や密偵が強い影響力を持っていた。特に年一回の調査をし、恒久的な支配をもたらす王の目と呼ばれる監察官は重要な役割を果たしていた。
サトラップを掣肘する存在は他にも存在した。古代ペルシアでガンザバラと呼ばれた財務官や州内に設置された要塞を拠点とする将軍はサトラップから独立しており、王に直属していた。当然サトラップも公務の範囲内で独自に軍隊を持つことが認められていた。
強い権限を持つサトラップ管区はしばしば小さな単位に分割された。分割された小さな単位の行政長もしばしばサトラップと呼ばれた。ギリシア･ローマ系の著作者が主にそう記している。また hyparchs とも呼ばれ、事実ギリシア語では副理事を意味する言葉となっている。強い権限を持つサトラップは何度も交代させられた。そしてしばしば二つのサトラップを同一人物が兼ねることがあった。
州は連続的な征服の結果として定められてきたものである。本拠は特権的な地位を持ち州の義務である貢納を免除されていた。主サトラップも副サトラップもほぼ前政権を踏襲するか、民族・宗教アイデンティティの単位で区分けされた。アケメネス朝の成功の秘訣の一つとして、長期間その領土を維持し続けるのに成功した諸帝国と同じように、征服した人々の文化や宗教に対して寛容だったことが挙げられる。ペルシャ文化は首都ペルセポリスを中心として、偉大なる王が帝国下の多様な要素を一つの新しいものに統合しようとしたため、最も多文化から影響を受けた文化となった。
中央の権威が衰えるとサトラップは実質的な独立を享受することができるようになった。本来の統治原則に反して、サトラップで居続けることができたし、周辺の軍隊に対し司令官を任命することが半ば慣習化した。世襲され半ば自治状態になると中央もその危険を放置できなくなった。5世紀の半ばまでサトラップの反乱はよく見受けられる。アケメネス朝を簒奪したとされるダレイオス1世はサトラップの鎮圧に明け暮れた。アルタクセルクセス2世の治世下には小アジアやシリアの大部分に反乱は広がった。最後の大規模な反乱はアルタクセルクセス3世によって収められた。
旧約聖書のエステル書(3:12と8:9と9:3)にサトラップの用語が見受けられる。エズラ書(8:36)、最も一般的にはダニエル書(3:2･3:3･3:27･6:1･6:2･6:3)にもある。

### アケメネス朝における区分け
- ペルシア
- エラム
- バビロニア
- メディア
- サカイ
- イオニア
- パンヒュリア
- パフラゴニア（英語版）
- カッパドキア
- カリア
- リュディア
- トラキア

- キュプロス
- アルメニア（英語版）
- アッシリア
- キリキア
- アイギュプトス
- インド（英語版）（タクシラ）
- ガンダーラ
- ドランギアナ（英語版）
- サッタギュディア（英語版）
- ゲドロシア（英語版）
- カルマニア（英語版）
- マカ（サトラップ）（英語版）

- アラコシア（英語版）
- バクトリア
- パルティア（英語版）
- ハライヴァ（英語版）
- コラスミア（英語版）
- ソグディアナ
- クシュ
- アラビア（英語版）
- ヒュルカニア（英語版）
- マルグ（英語版）（メルブ）
- ダアイ
- リュビア（Libya）

- エベー・ナリ（レバント）
  - イェフドゥ・メディナタ
- スクドゥラ（トラキア）

## ヘレニズムのサトラップ
サトラップの行政機構と名前はアレクサンドロス3世（大王）の征服に始まるギリシア・マケドニア王国時代でも維持された。彼の死後にディアドコイと呼ばれる大王の後継者達によって領土は分割され、また東方の一部はセレウコス1世がチャンドラグプタに譲ったため、州としては消滅した。アジアでは主にセレウコス1世が開いたセレウコス朝が相続した。セレウコス朝でサトラップは戦略的な意味合いを持たされるようになったが、ペルシア時代より州の規模はかなり小さくなった。これらサトラップの多くは後続の帝国、特にローマ帝国によってほとんどその地位を失った。

## パルティアとササンのサトラップ
パルティアは、大きな所領を持つ大貴族の上に王が君臨し、貴族たちの寄り合いの要素が強い王朝だった。七大貴族と呼ばれる七氏族が存在し、貴族は兵役と貢納の義務を王に負っていた。都市は自治を認められ王に一定の貢納をしていた。サーサーン朝はパルティアよりかなり中央集権的だった。パルティア時代に半独立王国と自治都市は王家の都市＝直轄都市として置き換えられた。王から派遣された直轄都市の官吏は軍事的要衝に駐屯する守備隊と同じく Shahrab と呼ばれた。Shahrab は所在する都市だけでなくその周辺の地域も支配した。サトラップの言葉が転訛したシャフルは、エーラーン・シャフルという言葉としてサーサーン朝の正式な国家名称にも継承された。

## 現在のサトラップ
現在のイランの郡である シャフレスターン、市である シャフルにその名を残している。